# Vincenzo Tamborino
Vincenzo Tamborino (Maglie, 16 novembre 1874 – Maglie, 6 novembre 1960) è stato un politico italiano.
Fu segretario alla Presidenza del Senato e sindaco di Maglie dal 1920 al 1942.